# سن-روبر-بلارمن، کبک
سن-روبر-بلارمن (به فرانسوی: Saint-Robert-Bellarmin) شهری در منطقه شهری لو گرانیت ناحیه استری در استان کبک کانادا است. در سرشماری سال ۲۰۱۱ این شهر ۷۰۳ نفر جمعیت داشته‌است و مساحت آن ۲۳۴٫۸۲ کیلومتر مربع است.